# Playa Paraíso
Playa Paraíso  ist ein Ortsteil von Adeje, in der Provinz Santa Cruz de Tenerife. Der Ort liegt an der Westküste der Kanarischen Insel Teneriffa direkt am Atlantischen Ozean, etwa sechs Kilometer westlich vom Hauptort und etwa sechs Kilometer nördlich vom Touristikzentrum Costa Adeje entfernt. Die Hauptstadt Santa Cruz de Tenerife ist etwa 60 Kilometer, der Flughafen Teneriffa Süd ist 28 Kilometer entfernt. 

## Tourismus
Playa Paraíso ist einer der ersten Touristenorte Teneriffas. Der Ort wird von vier Hotel- beziehungsweise Apartmenthochhäusern aus den siebziger Jahren dominiert, die sich im zentralen Bereich der Ortschaft befinden. Weiterhin gibt es im Ort weitere flachere Hotelbauten sowie zahlreiche gastronomische Einrichtungen, allerdings ist hier weniger Trubel als in den Nachbarorten Los Cristianos und Playa de Las Américas. Die Mehrzahl der Touristen, die den Ort besuchen, kommen aus dem deutsch- oder englischsprachigen Raum.

## Badestrände
Der Ort verfügt über zwei kleine Badestrände in den Buchten, dazwischen ist die Küste felsig. In einer der Buchten befindet sich direkt am Strand der Lago Paraíso, ein kostenpflichtiger Meerwasserpool. In deren Nähe befindet sich auch die älteste  Tauchbasis der Insel. Die Bucht bietet zahlreiche Möglichkeiten zu Tauchgängen an der vulkanisch geprägten Küste und gehört zu den besten Tauchplätzen der Insel. Sogar Wale sind in der Bucht vor Playa Paraíso anzutreffen. An der felsigen Küste befindet sich eine kleine Promenade, die die Strände miteinander verbindet.